# Heterostemma sinicum
Heterostemma sinicum är en oleanderväxtart som beskrevs av Ying Tsiang. Heterostemma sinicum ingår i släktet Heterostemma och familjen oleanderväxter. Inga underarter finns listade i Catalogue of Life.